# 스코페 국제공항

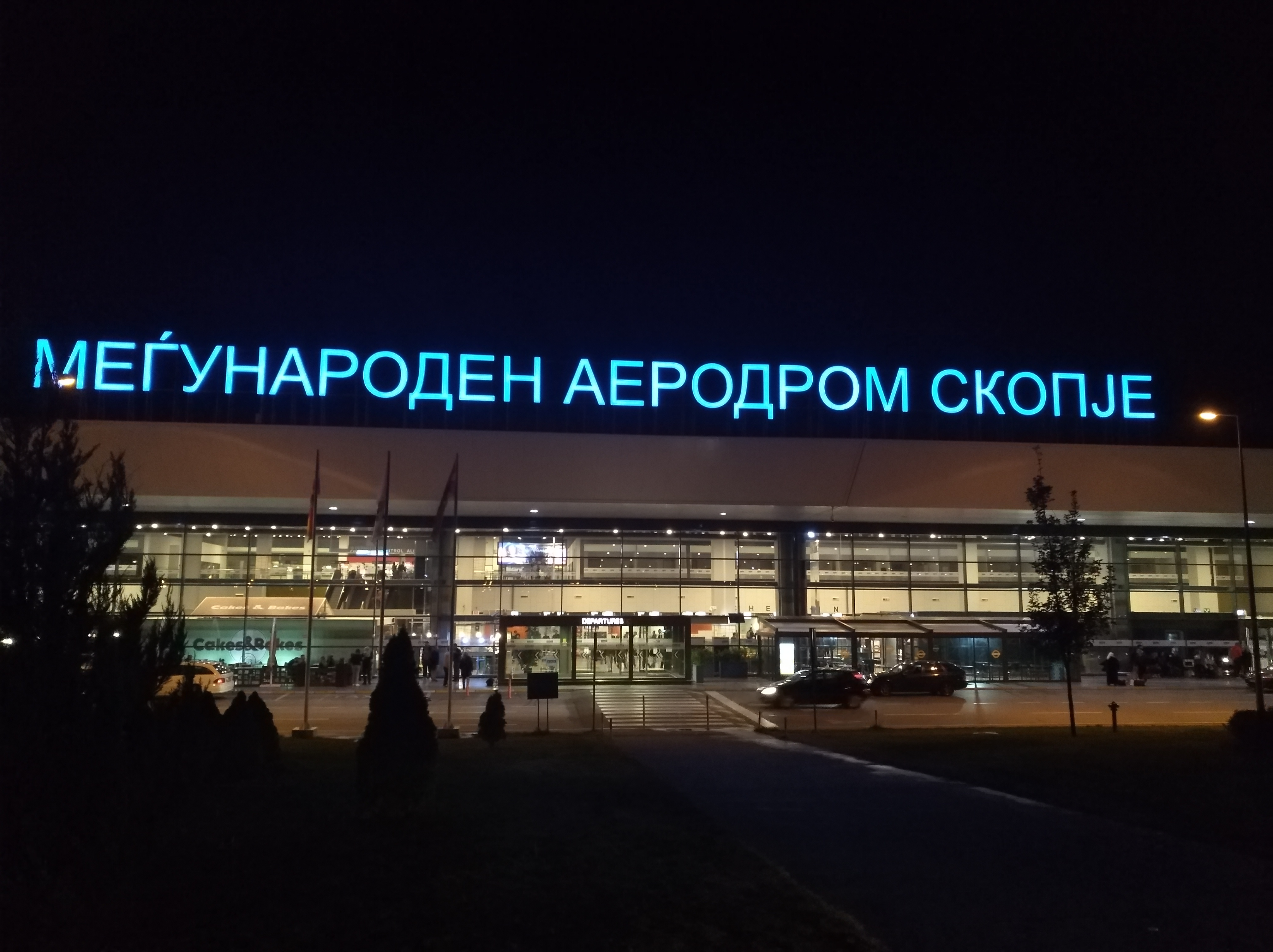

스코페 국제공항(Skopje International Airport, 마케도니아어: Меѓународен аеродром Скопје, 언어 오류(al): Aeroporti Ndërkombëtar i Shkupit, IATA: SKP, ICAO: LWSK, 다른 이름: 스코페 공항, Skopje Airport, 과거 명칭: Petrovec Airport, 스코페 알렉산드로스 대왕 공항, Skopje Alexander the Great Airport)은 북마케도니아의 2개의 국제공항 가운데 더 크고 더 분주한 공항이다. 다른 공항은 오흐리드 사도 성 요한 공항으로 스코페에서 남서쪽으로 170킬로미터 지점에 위치해 있다.